# Sernaglia della Battaglia
Pour les articles homonymes, voir Battaglia.
Sernaglia della Battaglia est une commune italienne de la province de Trévise dans la région Vénétie en Italie.

## Administration
| Période                                  | Période | Identité | Étiquette | Qualité |
| ---------------------------------------- | ------- | -------- | --------- | ------- |
|                                          |         |          |           |         |
| Les données manquantes sont à compléter. |         |          |           |         |

### Hameaux
Falzè di Piave, Fontigo

### Communes limitrophes
Farra di Soligo, Giavera del Montello, Moriago della Battaglia, Nervesa della Battaglia, Pieve di Soligo, Susegana, Volpago del Montello